# Neu-Jeßnitz

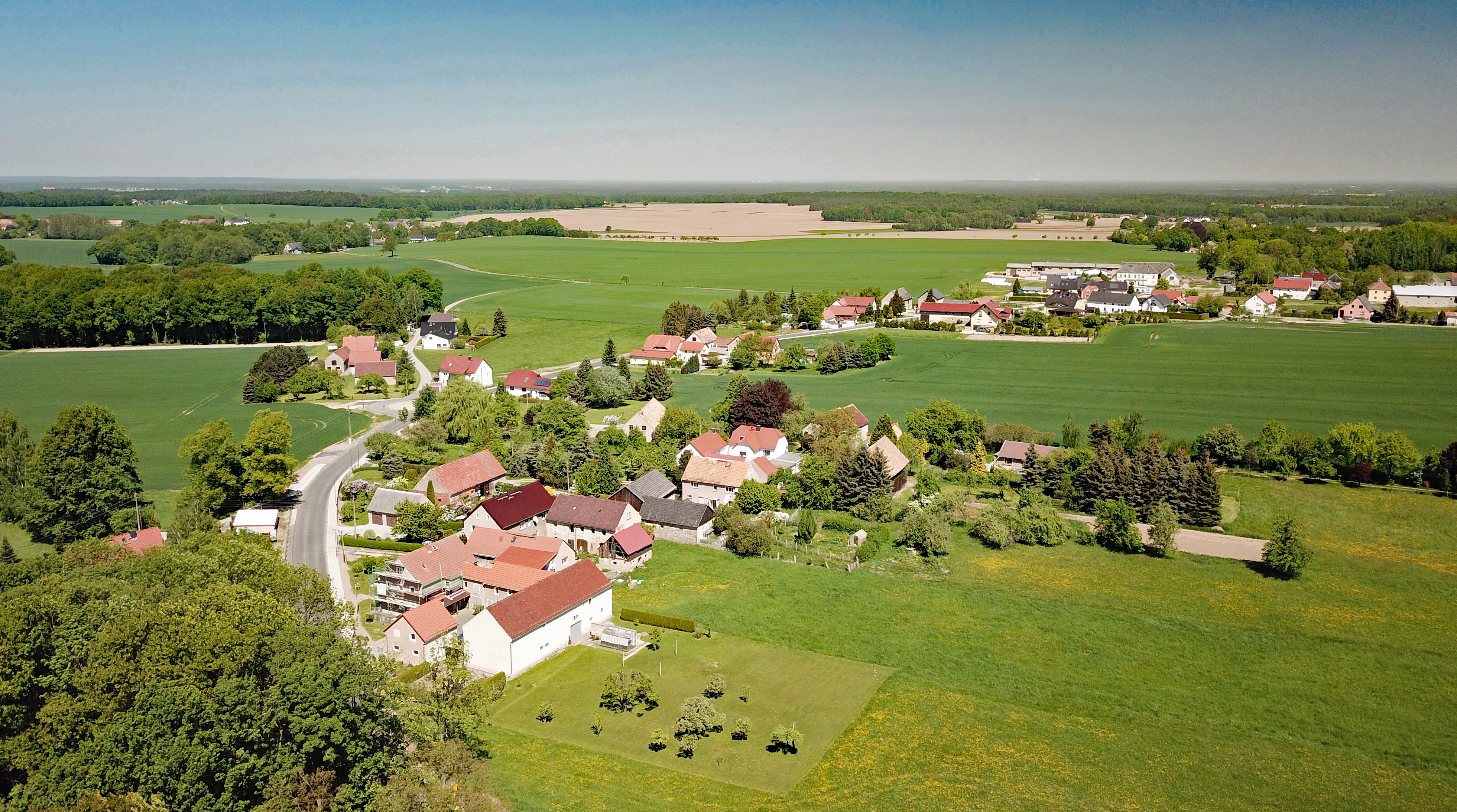
Luftbild

Neu-Jeßnitz, obersorbisch Nowa Jaseńcaⓘ, ist eine Siedlung im Zentrum des Landkreises Bautzen in Ostsachsen und gehört seit 1936 zur Gemeinde Puschwitz. Der Ort zählt zum sorbischen Siedlungsgebiet in der Oberlausitz; ein Großteil der Bevölkerung spricht Sorbisch als Muttersprache.

## Geografie
Neu-Jeßnitz ist zwischen den Orten Guhra und Lauske gelegen, mit denen es ein geschlossenes Siedlungsgebiet bildet. Direkt südlich befindet sich das Lausker Gut.

## Geschichte
Die Siedlung wurde erst im 19. Jahrhundert vom Jeßnitzer Rittergut auf Guhraer Flur eingerichtet und nach dem „Mutterort“ benannt.